# Cistus reghaiensis
Cistus reghaiensis är en solvändeväxtart som beskrevs av Battand.. Cistus reghaiensis ingår i släktet Cistus och familjen solvändeväxter. Inga underarter finns listade i Catalogue of Life.